# Президентські вибори в Словаччині 2019
Президентські вибори у Словаччині відбулися 15 (1-й тур) та 30 березня (2-й тур) 2019 року.
Чинний президент Словаччини Андрей Кіска не брав участь у виборах.

## Результати

### Перший тур
Загальна явка виборців склала 48.74%, у друге коло вийшли Зузана Чапутова, яка отримала 40,57% голосів та Марош Шефчович, який набрав 18,66% голосів..

### Другий тур
Загальна явка виборців склала 41.79%, перемогла Зузана Чапутова, яка отримала 58,40% голосів, Марош Шефчович набрав 41,59 % голосів

Перший тур по округам:

Другий тур по округам:

| Кандідати       | Кандідати            | Партії                                   | Перший тур | Перший тур | Другий тур | Другий тур |
| Кандідати       | Кандідати            | Партії                                   | Голоси     | %          | Голоси     | %          |
| --------------- | -------------------- | ---------------------------------------- | ---------- | ---------- | ---------- | ---------- |
|                 | Зузана Чапутова      | Прогресивна Словаччина                   | 870 415    | 40,57      | 1 056 582  | 58,40      |
|                 | Марош Шефчович       | Незалежний                               | 400 379    | 18,66      | 752 403    | 41,59      |
|                 | Штефан Гарабін       | Національна коаліція                     | 307 823    | 14,34      |            |            |
|                 | Маріан Котлеба       | Котлеба — Народна партія Наша Словаччина | 222 935    | 10,39      |            |            |
|                 | Франтішек Міклошко   | Незалежний                               | 122 916    | 5,72       |            |            |
|                 | Бела Бугар           | Міст-Гід                                 | 66 667     | 3,10       |            |            |
|                 | Мілан Крайняк        | Ми — родина                              | 59 464     | 2,77       |            |            |
|                 | Едуард Хмеляр        | Незалежний                               | 58 965     | 2,74       |            |            |
|                 | Мартін Даньо         | Незалежний                               | 11 146     | 0,51       |            |            |
|                 | Роберт Швец          | Незалежний                               | 6567       | 0,30       |            |            |
|                 | Юрай Забойнік        | Незалежний                               | 6219       | 0,30       |            |            |
|                 | Іван Зузула          | Словацька консервативна партія           | 3807       | 0,17       |            |            |
|                 | Богуміла Таухманнова | Незалежний                               | 3535       | 0,16       |            |            |
|                 | Роберт Містрік       | Незалежний                               | 3318       | 0,15       |            |            |
|                 | Йожеф Менігарт       | Партія угорської спільноти               | 1208       | 0,05       |            |            |
|                 |                      |                                          |            |            |            |            |
| Дійсні голоси   | Дійсні голоси        | Дійсні голоси                            | 2 145 364  | 99,40      | 1 808 985  | 97,92      |
| Недійсні голоси | Недійсні голоси      | Недійсні голоси                          | 12 848     | 0,60       | 38 432     | 2,08       |
| Усього          | Усього               | Усього                                   | 2 158 859  | 100        | 1 847 417  | 100        |
| Відсутні        | Відсутні             | Відсутні                                 | 2 270 174  | 51,26      | 2 572 466  | 58,21      |
| Участь          | Участь               | Участь                                   | 4 429 033  | 48,74      | 4 419 883  | 41,79      |